# Sejong el Grande
Sejong el Grande o Seyong el Grande (세종대왕; 世宗大王, 15 de mayo de 1397 - 18 de mayo de 1450), cuyo nombre personal era I Do (이도; 李祹), fue el cuarto monarca de la dinastía Joseon de Corea, y gobernó el país desde 1418 hasta 1450.

## Su ascenso al trono
Sejong y su familia procedían de Jeonju. Siendo hijo del rey Taejong (1367-1422) y de la reina Wongyeong, quien pertenecía al Clan Min, Sejong fue investido del título de Príncipe Chungnyeong en 1412, y en junio de 1418 fue nombrado príncipe heredero, antes de ascender al trono en agosto del mismo año cuando Taejong abdicó.
Originalmente era el príncipe Yangnyeong quien debía ascender al trono, pero Taejong juzgó que el príncipe Chungnyeong era más apropiado, siendo más probable que aprovechara la estabilidad política y la autoridad real que él había creado. Comprendiendo esto, los vasallos de la corte le presentaron al rey una petición para que depusiera formalmente a Yangnyeong y nombrara a Chungnyeong como príncipe heredero. De esta forma dramática, el príncipe Chungnyeong fue nombrado príncipe heredero conforme a los deseos del rey Taejong, un hecho que la mayoría de sus súbditos recibió con agrado.
A través de un instituto dentro del Palacio de Gyeongbok, conocido como Salón de Notables, el rey Sejong formó a muchos talentosos académicos, puso en orden muchos rituales y sistemas basados en el confucianismo, y comenzó un amplio programa para la publicación de diversos libros. Sus numerosos proyectos incluyen la invención del alfabeto coreano Hangul, el desarrollo de la agricultura y la ciencia, la sistematización de técnicas médicas, la música y las leyes, y la expansión del territorio nacional, y a través de todo esto Sejong logró fortalecer los cimientos de la nación.
El palacio de Gyeongbok en particular jugó un papel muy importante en los planes del rey Sejong. El mismo fue establecido a fin de fomentar el talento necesario para llevar a cabo sin inconvenientes la política confuciana adoptada por Joseon y para promover la erudición. Consecuentemente, el Gyeongbok estuvo lleno de renombrados académicos jóvenes a quienes se les otorgaron privilegios especiales, permitiéndoles dedicarse al estudio. Como resultado de ello, surgieron de allí algunos intelectuales muy destacados y ello sirvió como el motor para el desarrollo de una brillante cultura y de la política confuciana.
Bajo el liderazgo de Sejong, el Gyeongbokn llevó a cabo vastos y variados proyectos de publicación, elevando el nivel cultural de la nación. Estos proyectos de publicación condujeron a la sistematización de la cultura y la filosofía, y colocaron las bases para la política y para diversos sistemas. Así, el reinado del Rey Sejong fue una época de progreso y desarrollo en todos los campos, incluyendo la política, las leyes, la historia, el Confucianismo, la literatura, los idiomas, la astronomía, la geografía, la medicina y la agricultura.
No obstante ello, el mayor logro de Sejong fue la creación del Hangul, que fue llamado originalmente Hunmin jeongeum (que significa "sonidos correctos para instruir al pueblo"), y que es el tesoro cultural más preciado de Corea.
Con la cooperación de jóvenes intelectuales del Gyeongbok, tales como Choe Hang, Park Paeng-nyeon, Shin Suk-ju, Seong Sam-mun, Yi Seon-ro, y Yi Gae, el rey Sejong creó un sistema de escritura a ser utilizado por el pueblo coreano para el idioma coreano. La excelencia y originalidad del Hangeul son reconocidas en todo el mundo en la actualidad.
Durante el reinado de Sejong también hubo un gran desarrollo en la ciencia y la tecnología, especialmente en el campo de la astronomía y de los instrumentos astronómicos. La invención de un pluviómetro fue asimismo un importante avance en el desarrollo de la ciencia y la tecnología, dado que la medición exacta y científica de las precipitaciones lluviosas era muy importante en una sociedad agrícola. Cuando el pluviómetro fue inventado en el 23.er año del reinado del Rey Sejong, se estableció un nuevo sistema para medir las lluvias, llevando a un significativo progreso en la meteorología agrícola.
Casi ningún campo de estudio escapó al interés de Sejong. Él trabajó en todo, desde la sistematización de las leyes y el establecimiento de un sistema de medidas, hasta la tecnología de la impresión, el desarrollo de explosivos y dispositivos explosivos, la mejora de los métodos agrícolas, el desarrollo de la ciencia médica y la sistematización de la música.
Teniendo lugar a principios de la Dinastía Joseon, el reinado de Sejong fue un tiempo en el que los funcionarios confucianos que habían aprobado los exámenes del servicio civil estatal se reunieron bajo un gobernante confuciano para llevar adelante políticas confucianas, alcanzando un equilibrio ideal entre autoridad nacional y civil. Contra tal trasfondo social, político y cultural, muchas grandes hazañas y muchos brillantes tesoros culturales fueron realizados durante este período.
El título póstumo del rey Sejong es Jangheon. Su tumba, Yeongneung, está situada en Neungseo-myeon, Yeoju, Provincia de Gyeonggi-do.

## Su vida

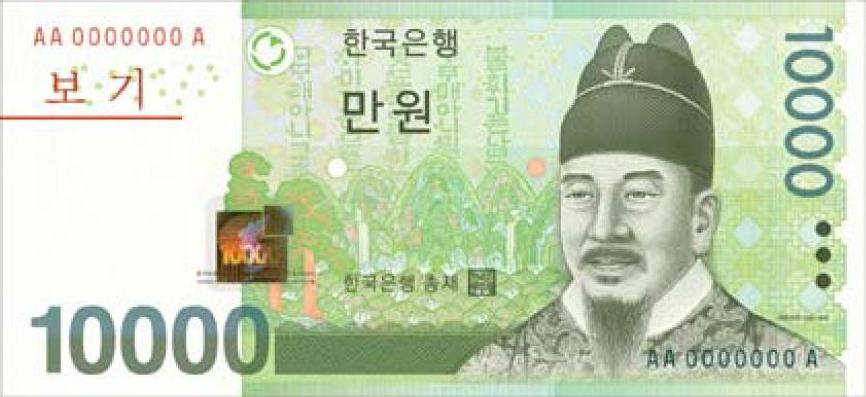
Efigie de Sejong el Grande en el anverso del billete de 10.000 wones surcoreanos.

Fue un consumado lingüista y es considerado el inventor de la escritura hangul. También se cree que Seyong ingenió otros inventos como por ejemplo un reloj de sol y otro de agua, entre otras contribuciones científicas que tiene en su haber. 
Seguidor de la filosofía neoconfuciana, Seyong fue un gobernante compasivo que prohibió ciertos castigos crueles que se infligían a los penados, como la pena de los azotes.
También destacó como estratega militar. Durante su reinado, su ejército invadió Tsushima para castigar a los piratas japoneses por las depredaciones que practicaban sobre la costa meridional de Corea. Sobre la frontera norte mandó construir 4 fortalezas y 6 reductos para defender la población ante las incursiones de aguerridos nómadas que habitaban Manchuria. También promulgó reglamentos militares que aportaron a la seguridad del país. 
Seyong es uno de los dos soberanos coreanos que han sido honrados con el epíteto “el grande”. (El otro es Gwanggaeto el Grande de Goguryeo).
Seyong fue el tercer hijo del rey Taejong de Joseon. A la edad de diez años fue proclamado el gran príncipe Chungnyeong (충녕대군; 忠寧大君) y se casó con la hija de Sim On (심온; 沈溫) de Cheongsong (청송; 青松), a quien se le suele llamar Sim-ssi (심씨; 沈氏), quien luego se convertiría en la princesa consorte Soheon (소헌왕비; 昭憲王妃). 
Seyong estableció el Salón de Notables (집현전; 集賢殿; Jiphyeonjeon) en 1420 en el palacio real, donde reunió a intelectuales de toda Corea. Los sabios del Salón de Notables eran literatos. Gran parte de ellos de dedicaba a la historiografía.
Seyong redactó obras notables. Entre ellas destaca la célebre Yongbieocheonga ("Canciones de dragones voladores", 1445), Seokbo Sangjeol ("Episodios de la vida del Buda", en julio de 1447), Worin Cheon-gang Jigok ("Canciones de la luna que relumbra encima de mil ríos", en julio de 1447) así como la obra de consulta Dongguk Jeong-un ("Diccionario de la pronunciación correcta del sinocoreano", en septiembre de 1447).
Seyong murió a los 53 años de edad y fue sepultado en el Mausoleo Yeong (영릉; 英陵). Le sucedió su hijo mayor Munjong de Joseon.
Sejongno (una calle) y el Centro de Sejong – este último un centro cultural, ambos situados en el centro de Seúl – mantienen viva la memoria del rey Seyong. Su retrato figura en los billetes de 10 000 wons emitidos por Corea del Sur.

## Cine y televisión
- El drama coreano Splash Splash Love, tiene como protagonista principal masculino, a una versión joven de Sejong.

- El drama coreano Deep Rooted Tree, basado en una novela, transcurre durante el tiempo de elaboración del alfabeto. Relata que el rey Sejong estudió diversos lenguajes y sonidos a través de varios años, con un equipo de colaboradores, hasta llegar a la creación de las letras del Hangul.
- La película The King's Letters (2019) cuenta la historia de la creación del sistema de escritura hangul como una colaboración entre el rey Sejong y el monje budista Shi-min.[1]